# Church of God (Holiness)
Church of God (Holiness) är en sammanslutning av självständiga kristna församlingar som växt fram inom den amerikanska helgelserörelsen på 1800-talet. Dess högkvarter ligger i Overland Park, Kansas, där nationell konferens avhålls årligen.
Kyrkan har c:a 120 församlingar i USA, de flesta av dem i Missouri och Kansas. Dessutom har de tio etniska församlingar bland navajoindianerna och elva församlingar för människor med latinamerikansk bakgrund.
Internationell missionsverksamhet bedrivs i Bolivia, Brittiska Västindien, Jungfruöarna, Nigeria och Ukraina.

## Historia
The Church of God (Holiness) växte fram bland metodister som hade deltagit Sydvästra Helgelseförbundet och kallades ursprungligen för Det oberoende helgelsefolket. Det motstånd deras radikala helgelseförkunnelse mötte inom The Methodist Episcopal Church fick dem att under 1880-talet lämna denna kyrka och starta egna församlingar. Den första i raden bildades 1886 i Centralia, Missouri. Samma år lämnade redaktören John Petit Brooks metodist-episkopalerna för att bli en av de ledande pionjärerna bland det oberoende helgelsefolket.

## Lära
Kyrkan har antagit en trosförklaring med tio lärosatser, innefattande tron på en treenig Gud, Bibelns gudomliga inspiration, människans syndfulla natur, frälsning genom tro i Jesu blod och fullkomlig helgelse som ett andra nådemedel.
Två sakrament utövas: troendedop genom nedsänkning och Herrens måltid.